# 이승원 (방송인)
이승원(1974년 2월 25일 ~ )은 대한민국의 방송인, 게임 해설자이다.
승원좌, 무당 해설이라는 닉네임으로도 각각 유명하다.

## 개요
한 인터넷 통신 회사에서 근무하다가, MBC게임 로드 오브 종족 최강전 해설을 하고 있던 김동준이 수능 공부 때문에 잠시 빠진 공백을 메우기 위해서 방송 PD의 추천을 받아 방송계로 입문하였다.
스타크래프트 초창기인 Game-i 시절 CoolweN이라는 아이디를 사용하는 아마추어 고수였다.
김철민과 함께 첫 MSL부터 2011년 마지막 MSL까지 해설과 진행을 맡았다.
2012년 2월 MBC게임의 음악 채널 변경 예정으로 인해 게임 중계가 불가능해지자, 2011년 11월 동료 유대현과 함께 온게임넷으로 합류하였다.
2013년 6월에는 온게임넷 프로리그 중계 겸 나이스 게임 TV에서 스타2 천기누설 출연 및 소규모 스타크래프트 II 대회 중계를 맡았다.
2013년 11월 온게임넷에서 주최하는 도타2 인비테이셔널 중계를 맡게 되었다.
2014년 4월 SPO TV 게임즈의 코리아 도타 2 리그 해설로 투입되었다.
2014년 12월 스타크래프트 II 스타리그의 해설을 담당, 스타크래프트 II 종목 해설로 복귀했다.
2016년부터 아프리카 스타리그 ASL 해설을 담당하고 있다.
2018년 1월 12일, MBC 스포츠플러스 2에서 중계하는 오버워치 리그의 해설로 금요일, 토요일 중계를 맡게 되었다.
2018년 3월에는 MBC 스포츠플러스 2에서 중계하는 오버워치 컨텐더스 코리아의 해설로 월요일, 수요일 중계를 맡게 되었다.

## 방송 경력

### MBC 게임
- 《MSL》
- 《프로리그》
- 《쇼 리플레이 황당무적》
- 《스타 배넷 어택》

### 온게임넷
- 《프로리그》
- 《스타뒷담화》
- 《왓따! 풍선껌크게불기 챔피언쉽 시즌 1》
- 《WCG》
- 《도타2 인비테이셔널》
- 《이승원의 도타 2》
- 《왓따! 풍선껌크게불기 챔피언쉽 시즌 2》
- 《도타 2나잇》

### SPO TV 게임즈
- 《코리아 도타 2 리그》
- 《스타크래프트 II 스타리그》
- 《KDL 라운지》
- 《모바일 게임 차트 쇼 모차르트》

### 아프리카TV
- 《아프리카TV 스타리그》
- 《오버워치 BJ리그》
- 《스타 리마스터 리콜》

### MBC 스포츠플러스 2
- 《오버워치 리그》
- 《오버워치 컨텐더스 코리아》

## 같이 보기
- 김동준
- 김철민